# Shortflatt
Shortflatt var en civil parish 1866–1955 när det uppgick i Belsay, i grevskapet Northumberland i England. Civil parish var belägen 12 km från Morpeth och hade 21 invånare år 1951.